# Las fiestas (película de 2023)
Las fiestas es una película de comedia dramática argentina de 2023 coescrita y dirigida por Ignacio Rogers.

## Sinopsis
Sergio, Mali y Luz han aceptado a regañadientes pasar las navidades con su madre en el campo; un poco por culpa de haberse negado a hacerlo cuando acababa de recibir el alta hospitalaria tras un infarto, un poco porque no les viene mal evadirse de sus frustraciones, un poco porque están pensando en la herencia que recibirán en un futuro no muy lejano. Una vez allí, entre comidas, paseos, celebraciones en el pueblo, intercambios de códigos, medias palabras y gritos, las tensiones aumentarán. Pero en general, quizá los hermanos estén allí porque, aunque no puedan admitirlo, quieren estar juntos.

## Reparto
- Cecilia Roth como María Paz
- Dolores Fonzi como Luz
- Daniel Hendler como Sergio
- Ezequiel Díaz como Mali
- Maitina De Marco como Muñeca
- Margarita Gurman como Carlita
- Rafael Solano como Goyo
- Florencia Bergallo como Laura
- Lucila Mangone	como Lula

## Premios y nominaciones
| Premio      | Fecha del evento     | Categoría               | Nominado         | Resultado | Ref.  |
| ----------- | -------------------- | ----------------------- | ---------------- | --------- | ----- |
| Premios Sur | 26 de agosto de 2024 | Mejor actor de reparto  | Ezequiel Díaz    | Nominado  | [ 2 ] |
| Premios Sur | 26 de agosto de 2024 | Mejor actor revelación  | Ezequiel Díaz    | Nominado  | [ 2 ] |
| Premios Sur | 26 de agosto de 2024 | Mejor actriz revelación | Maitina De Marco | Nominada  | [ 2 ] |